# Xã Nottawa, Quận St. Joseph, Michigan
Xã Nottawa (tiếng Anh: Nottawa Township) là một xã thuộc quận St. Joseph, tiểu bang Michigan, Hoa Kỳ. Năm 2010, dân số của xã này là 3.858 người.